# Villacher Schule
Als Villacher Schule wird eine in Villach (Südkärnten) ansässige Werkstatt für Malerei und Schnitzkunst aus dem 15./16. Jahrhundert bezeichnet, die künstlerisch gestaltete Arbeiten, vorwiegend Sakralkunst (Flügelaltar, Fresko, Tafelbild) im spätgotischen Stil produzierte. 

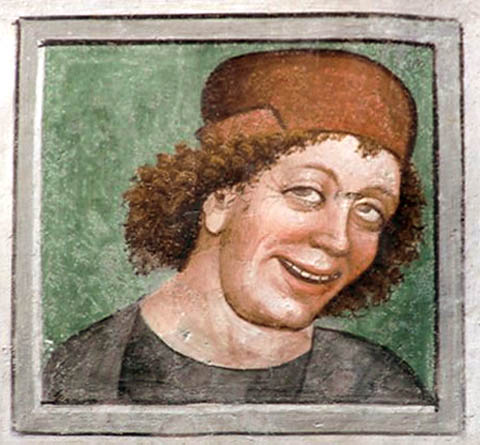
Thomas von Villach

## Darstellung

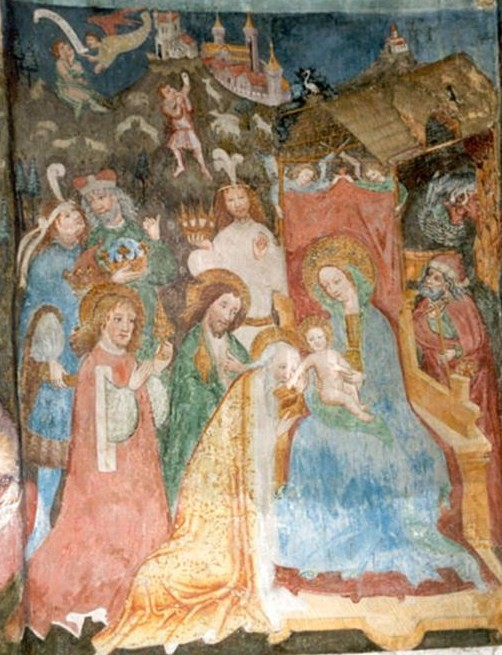
Fresko, Kirche St. Gandolf, Glanegg

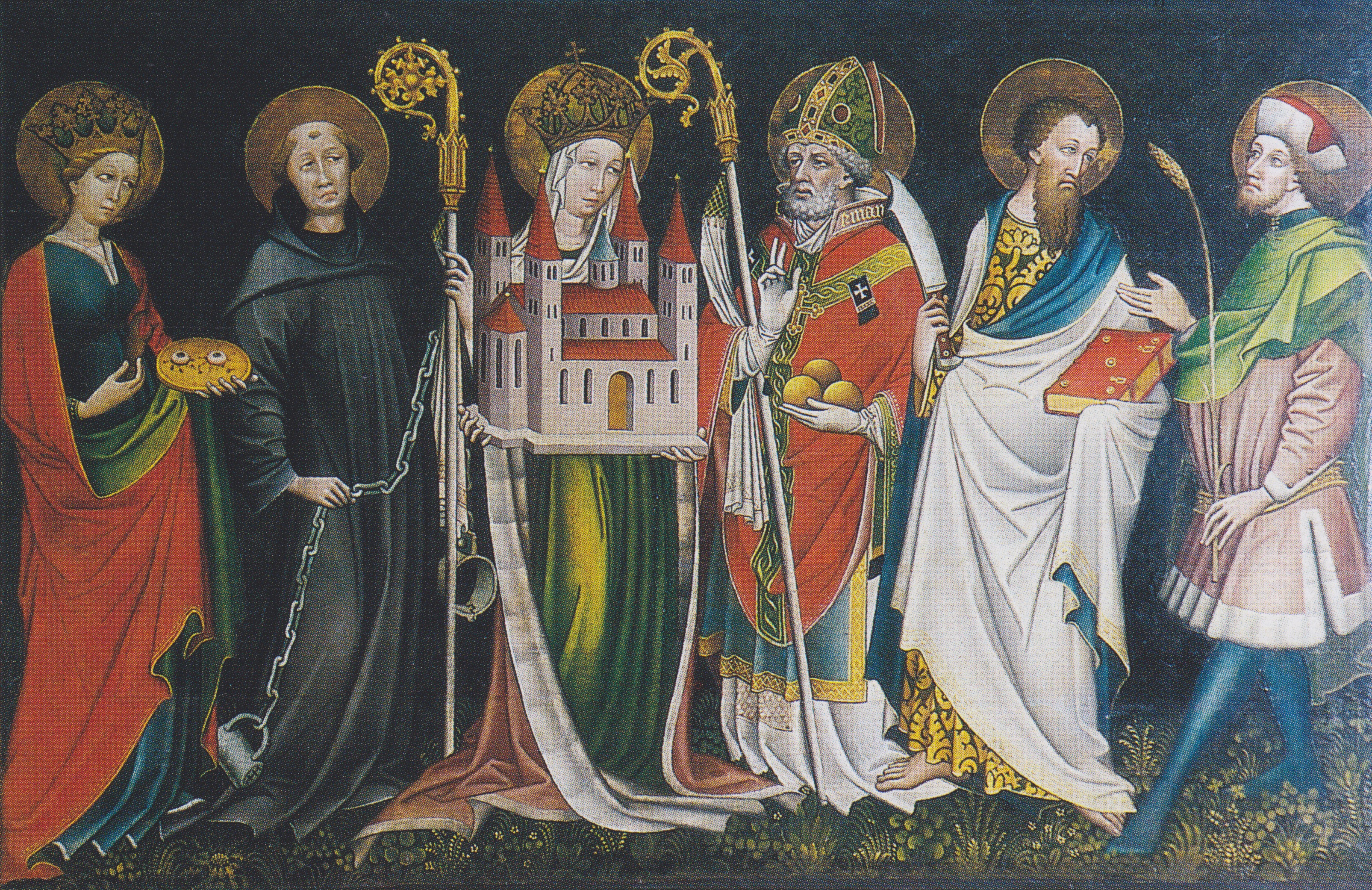
Sechsheiligenbild des Thomas v. Villach (Stadtmuseum Villach)

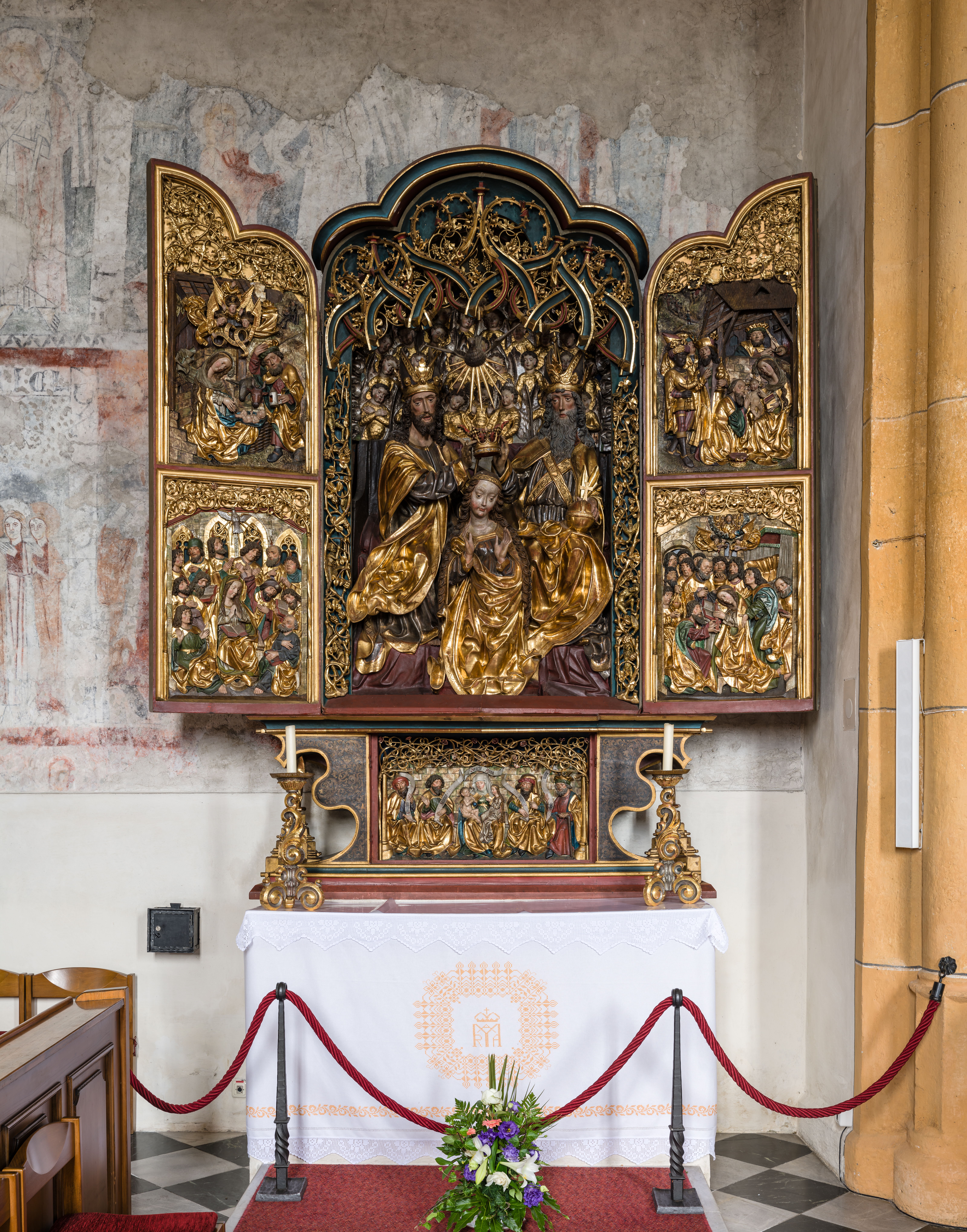
Flügelaltar der Wallfahrtskirche Maria Gail

Flügelaltar der Wallfahrtskirche Maria Elend

Die bedeutendsten Vertreter der Villacher Schule mit ihrer spätgotischen Malerei und Schnitzkunst waren Meister Friedrich von Villach, sein Sohn Johannes von Villach sowie Friedrichs vermutlicher Schüler Thomas von Villach. Von Meister Friedrich ist wenig bekannt, von Thomas von Villach sind einige Lebens- und Schaffensdaten überliefert. Die Malerei wie auch die Schnitzkunst der Villacher Schule hatten stilistisch mit Friaul, Krain, dem deutschen Südtirol und der niederländischen Schule mehr gemeinsam als etwa mit der Donauschule. Insbesondere Thomas von Villach empfing künstlerische Impulse für sein eigenes Werk durch seine Befassung mit der italienischen und später auch mit der niederländischen Kunst. Detailgenaue Naturnachahmung, Raumillusion, brillante Farben, stringente Kompositionen sowie eine ergreifende Mimik und Gestik waren die Kennzeichen der flämischen Malerei, die sich auch in der Villacher Schule niederschlug. Thomas zeichnete sich insbesondere durch sehr feine und detailreiche Arbeiten aus. Er war ab ca. 1455 in Villach tätig und lebte nachweislich noch im Jahr 1520.

## Kunststätten
In zahlreichen Kirchen Kärntens sind Zeugnisse der Villacher Schule vorzufinden, so zum Beispiel in
- Feistritz an der Drau, Kirche Maria am Bichl: sie beherbergt bedeutende Wandmalereien (um 1440), die der Werkstatt Friedrichs von Villach zugeordnet werden. An der Südwand findet sich in der oberen Zone Christus am Ölberg, darunter Christus vor Pilatus, die Entkleidung und Geißelung, darunter die Kreuzigung und Beweinung Christi.
- Bad Kleinkirchheim, St. Katharina im Bade: in der Kirche befindet sich ein Flügelaltar aus der jüngeren Villacher Schule, der wohl um 1520 von den Millstätter Georgsrittern gestiftet wurde.
- Glanegg, Pfarrkirche St. Gandolf: in ihr finden sich Fresken, die Friedrich von Villach zugeschrieben werden (um 1440), unter anderem Die Anbetung der Heiligen drei Könige.
- Maria Elend, Wallfahrtskirche Maria Elend: der Flügelaltar (um 1515) wurde von Künstlern der Villacher Schule unter der Ägide von Lukas Tausmann geschaffen. Er gilt als einer der schönsten spätgotischen Flügelaltäre Kärntens.
- Maria Gail, Wallfahrtskirche Maria Gail: der Flügelaltar (um 1515) gilt als Meisterstück der Villacher Schule. Sein zentrales Motiv ist die Krönung Mariens.
- Maria Saal, Wallfahrtskirche Maria Saal: der sog. Arndorfer Flügelaltar (1520–1522) wurde von der sogenannten Jüngeren Villacher Schnitzwerkstätte  angefertigt. Sein zentrales Motiv ist die Krönung Mariens. Die Predella zeigt eine Pietá.